# 마이크로비드

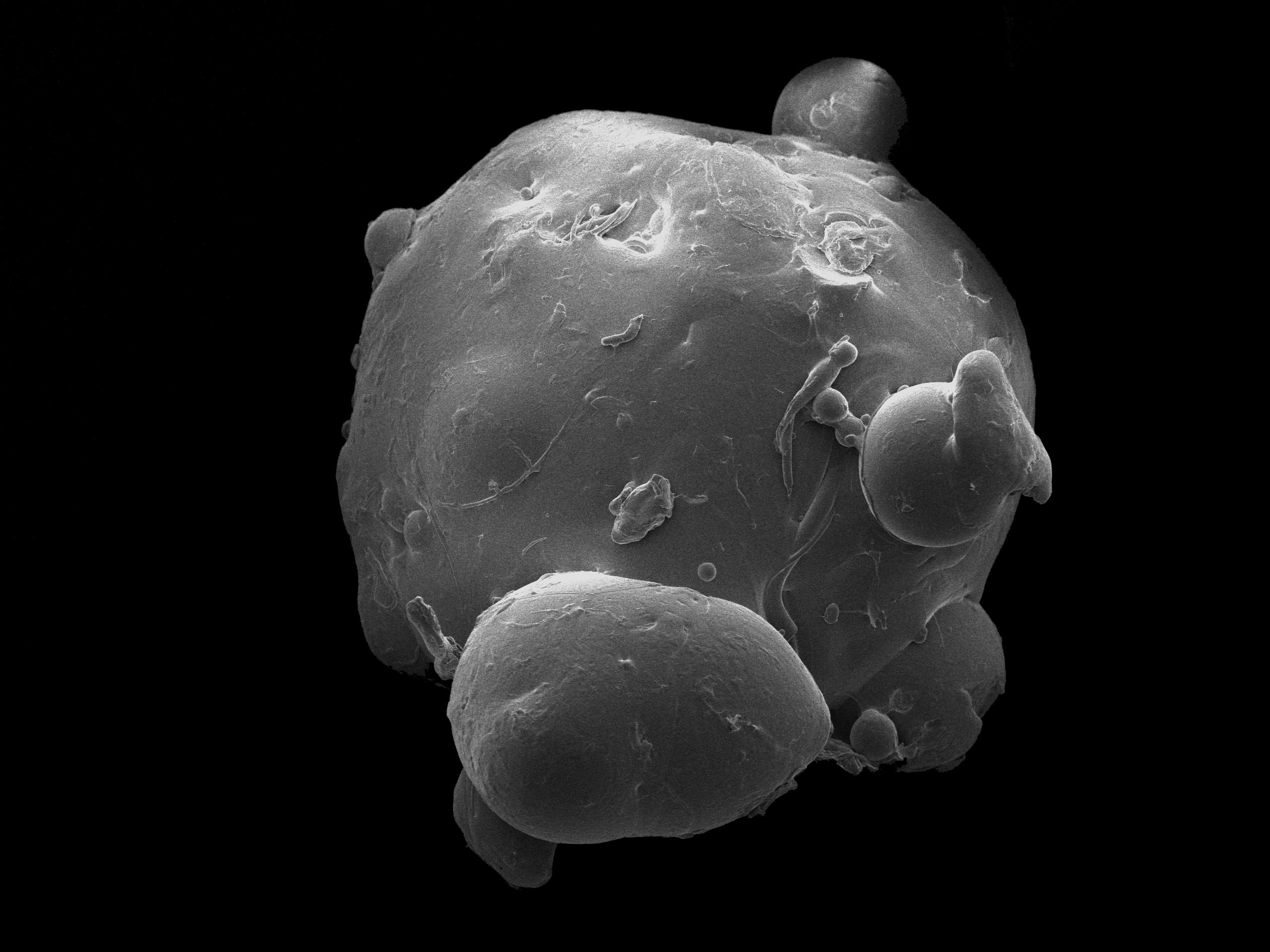

마이크로비드(영어: microbead) 또는 주로 복수형인 마이크로비즈(microbeads)는 최대 직경이 5mm 이하인 고체 가공 플라스틱 입자이다.  주로 폴리에틸렌으로 만들어지나, 폴리프로필렌이나 폴리스타이렌과 같은 석유화학 성분으로 만들어지기도 한다. 각질제, 치약 그리고 생명 의학이나 보건 의학 연구에 주로 사용된다.
마이크로비즈는 수질 오염을 일으킬 수 있으며 민물과 해양에 사는 수생 동물들에게 해를 끼친다. 미국에서는 2015년에 '마이크로비드-프리 워터'(Microbead-Free Waters) 캠페인을 통해 2017년 7월까지 린스오프 화장품(폼클렌징, 스크럽 등)의 마이크로비즈를 단계적으로 줄이고 있다.

## 유형
마이크로비즈는 최대 직경이 5mm 이하인 고체 가공 플라스틱 입자이며 상용 입자의 크기는 10마이크로미터(0.00039인치)에서 1밀리미터(0.039인치)에 이른다. 낮은 녹는점과 및 빠른 상전이는 세라믹 및 기타 재료에 다공성 구조를 생성하는 데 적합하다. 마이크로비즈는 주로 폴리에틸렌으로 만들어지나, 폴리프로필렌이나 폴리스타이렌과 같은 석유화학 성분으로 만들어지기도 한다.

## 사용 예
마이크로비즈는 화장품과 비누, 얼굴 스크럽, 치약과 같은 개인 생활용품 등에 박리제로서 첨가된다. 일반의약품에 첨가되기도 한다. 생명 의학 및 보건 과학에서 마이크로비즈는 현미경 기술, 유체 시각화, 유체 흐름 분석 및 프로세스 문제 해결에 사용된다.
구형이고, 입자의 크기가 균일한 마이크로비즈는 크림 및 로션에 볼 베어링 효과를 만들어 부드럽게 하고, 잘 펴지게 한다. 부드러운 성질과 둥근 모양은 윤활 효과도 있다. 색을 첨가한 마이크로비즈는 화장품을 눈에 돋보이게 하기도 한다.

## 환경에 미치는 영향
마이크로비즈는 배수관으로 씻겨 내려가는데, 하수 처리장에서 걸러지지 않고, 강이나 운하로 흘러가 수질 오염을 일으킨다. 웁살라 대학교의 연구팀은 퍼치(농어과의 민물고기)가 마이크로비즈의 영향을 가장 많이 받는 동물 중 하나라는 것을 밝혀냈다. 퍼치가 대량의 폴리스티렌 물질로 오염된 환경에서 태어나면, 퍼치는 동물성 플랑크톤을 대신하여 마이크로비즈를 먹는다. 플라스틱을 먹은 퍼치는 부정적인 행동 효과를 보였다. 예를 들어 그들은 그들에게 해를 끼치는 천적의 냄새를 무시하였다. 마이크로비즈는 살충제나 다환 탄화수소와 같은 오염물질을 흡수하거나 농축시킬 수도 있다. 고농도의 마이크로비즈는 오대호, 특히 이리(Erie) 호를 오염시키는 것으로 밝혀졌다. 뉴욕 주립 대학교의 연구에 따르면 오대호 수면의 제곱마일 면적 당 1500에서 110만 마이크로비즈가 있다고 한다.
한 연구는 폴리에틸렌 마이크로비즈의 환경적으로 적절한 수준이 유충에 영향을 미치지 않는다고 제안했다. 이와 같이, 마이크로 플라스틱 오염 (예 : 섬유 및 자동차 타이어)의 다른 원인이 환경 유해 요인과 더 관련이 있다.
작은 물고기, 양서류와 거북에서부터 새와 더 큰 포유 동물에 이르기까지 다양한 야생 동물이 마이크로비즈를 먹이로 착각한다. 이러한 플라스틱 섭취는 이 동물들 뿐만 아니라 먹이 사슬에서 더 높은 다른 종들에게도 영향을 미칠 수 있다. 이중에서 유해한 화학 물질은 폴리 염화비페닐 (PCBs), DDT 및 다환 방향족 탄화수소 (PAHs)와 같은 물 표면에 모이는 소수성 오염 물질이다.

## 화장품 생산 및 판매 금지
2012년, 북해(North Sea) 재단과 플라스틱 수프(Plastic Soup) 재단은 네덜란드 소비자가 생활 제품에 마이크로비즈가 포함되어 있는지 여부를 확인할 수 있는 앱을 출시했다. 2013년 여름에는 유엔 환경 계획 (UNEP)과 영국에 기반을 둔 비정부기구 (NGO)인 포나 앤 플로라 인터내셔널(Fauna and Flora International)가 파트너십을 체결하여 국제 관광객을 위한 앱을 개발했다. 이 앱은 마이크로비즈를 사용하는 많은 다국적 기업을 설득하여 성공을 거두었으며 7개 국어로 제공된다. 마이크로비즈를 대신하여 자연 환경으로 방출되기 전에 분해되거나 걸러지기 때문에 배수구로 흘러 내릴 때 환경에 영향을 주지 않는 천연 및 생분해성 물질을 사용하는 대안도 있다. 천연 추출물로 사용되는 몇 가지 예는 아몬드, 오트밀, 해열 및 코코넛 껍질을 포함한다. 버츠비(Burt 's Bees와) 세인트이브스((St. Ives)는 부정적인 환경 영향을 줄이기 위해 마이크로비즈 대신 제품에 살구 핵과 코코아 껍질을 사용한다.
미국의 마이크로비즈 금지 활동의 증가로 많은 화장품 회사들이 생산 라인에서 마이크로비즈를 단계적으로 제거하고 있다. 로레알(L' Oreal)은 2017년까지 제품의 각질제, 세정제 및 샤워 젤에서 폴리에틸렌 마이크로비즈를 단계적으로 제거할 계획이다. 2015년 말부터 이미 마이크로비즈를 제거하기 시작한 존슨앤존슨(Johnson and Johnson)은 2017년까지 마이크로비즈를 완전히 없애고자 한다. 마지막으로 크레스트(Crest)는 2016년 2월에 치약에서 마이크로비즈를 완전히 제거했다.

### 캐나다
2015년 5월 18일, 토론토 출신 의원인 존 맥케이(John McKay)가 마이크로비즈의 판매를 금지하는 법안 Bill C-680을 소개하면서 캐나다는 마이크로비즈 금지를 향한 첫 걸음을 내디뎠다. 캐나다환경기후변화국(Environment and Climate Change Canada, 캐나다의 환경 기후변화 부서)에 따르면 캐나다 정부는 캐나다 환경 보호국 (CEPA)의 독성 물질 목록에 마이크로비즈를 추가할 것을 제안할 것이다.
마이크로비즈에 대항하여 행동을 취한 캐나다 최초의 주정부는 온타리오 주이며, 지방의회의원인 마이어-프랑스 랄 론드 (Maire-France Lalonde)는 마이크로비즈 제거 및 모니터링 법을 도입했다. 이 법안은 화장품, 얼굴 스크럽 또는 세정제 및 유사 제품에 마이크로비즈 제조를 금지할 것이다. 이 법안은 또한 캐나다 오대호 (Great Lakes)에서 매년 채취한 샘플을 분석하여 마이크로비즈의 원인을 추적할 예정이다.
퐁테클레어(Pointe-Claire) 시장, 모리스 트뤼도(Morris Trudeau)와 시의회 의원들은 주민들에게 캐나다와 퀘벡 정부에 "화장품 및 클렌징 제품에 플라스틱 마이크로비즈 사용 금지"를 요청하는 청원서에 서명할 것을 요구했다. 트뤼도는 퀘벡주의 마이크로비즈를 금지할 시, 제품 생산을 중단하는데 장려될 것이라고 하였다.
핼리팩스 의회 의원인 메간 레슬리 (Megan Leslie)는 하원에서 마이크로비즈를 반대하는 움직임을 보였고, 이는 "만장일치의 지지"를 얻었으며 캐나다 연방 환경 보호법 (Canadian Environmental Protection Act)에 따라 마이크로비즈가 독소로 등록되기를 희망하였다.
2016년 6월 29일, 캐나다 연방 정부는 스케줄 1(Schedule 1)에 따라 캐나다 환경 보호법 (Canadian Environmental Protection Act)에서 유해 물질로 마이크로비즈를 추가했다.

### 아일랜드
2016년 11월 23일, 주택계획국(Housing, Planning, Community) 및 지방 정부 장관 (해양 환경 보호 정책 책임자)인 사이먼 커비니(Simon Coveney)는 아일랜드 입법부 상원 의원에게 EU 집행위원회에 통보하려는 의도가 있음을 알렸다. 특정 개인위생용품, 세제 및 정련제에서 2017년에 마이크로비즈 금지 법안을 도입하고자 하는 아일랜드의 의도이다. 이는 강, 강어귀 및 해양 환경에 잠재적 인 위험이 있기 때문이다. 그는 2017년에 법안을 제정하고 시행하고자 하였다. 2016년 11월 25일에 카메뉴 벨라(Karmenu Vella) EU 위원장에게 아일랜드가 EU에 마이크로비즈가 함유된 특정 제품의 판매 또는 생산을 금지하려는 의도를 공식적으로 통보할 것이라고 썼다. 아일랜드는 EU에서 마이크로비즈 금지를 대변할 것이다.

### 영국
영국 정부는 2017년 말까지 모든 화장품에서 마이크로비즈 금지법을 도입할 예정이며, 2017년 말부터는 영국에서 판매가 금지될 예정이다.

### 미국

#### 연방
연방 차원에서, 2015년의 MEB (Microbead-Free Waters Act)는 2017년 7월 1일까지 의도적으로 첨가 된 플라스틱 마이크로비즈를 함유한 린스오프 (rinse-off) 화장품의 주간 상업 거래를 금지하고 있다. 프랭크 팰로니(Frank Pallone) 대표는 2014년에 법안을 제안했다 (HR 4895, HR 1321로 2015년에 재도입). 2015년 12월 7일, 그의 제안은 린스 오프 (linse-off) 화장품에 대한 수정으로 좁혀졌으며 만장일치로 통과되었다. 미국 화학위원회 (American Chemistry Council) 및 기타 산업 단체들은 2015년 12월 18일 상원이 통과시킨 최종 법안을 지지했으며, 2015년 12월 28일에 대통령이 서명하였다.

#### 주
일리노이주 (州)는 마이크로비즈가 함유된 제품의 제조 및 판매를 금지하는 법안을 제정한 미국 최초의 주가 되었다. 두 부분으로 된 금지 조항은 2018년과 2019년에 효력을 발생한다. 화장품 업계의 무역 그룹 인 퍼스널 케어 제품위원회 (Personal Care Products Council)가 일리노이 법안을 지지했다. 그 후, 다른 주들도 따라왔다.
2015년 10월 캘리포니아 주의 금지 규정을 제외한 모든 주의 금지 규정에 따라 생분해성 마이크로비즈가 허용된다. 존슨앤존슨(Johnson & Johnson)과 P&G(Procter & Gambler)는 캘리포니아 법을 반대했다.
2014년에 입법안에 투표했지만 뉴욕을 통과하지 못했다.

#### 지역
2015년 뉴욕의 에리 카운티 (Erie County, New York)는 뉴욕 주에서 처음으로 지역 금지령을 통과시켰다. 이 금지령은 개인생활용품을 포함하여 모든 플라스틱 마이크로비즈(생분해 성 제품 포함) 판매 및 유통을 금지한다. 2015년 9월 현재 이 판매금지 조항은 국가 내의 그 어떤 조항보다도 강력하다. . 이 조항은 2015년 8월 12일에 제정되었고,  2016년 2월에 시행되어야 한다. 2015년 11월에는 4개의 다른 NY 카운티가 그 뒤를 따를 것이다.

### 네덜란드
네덜란드는 2016년 말까지 화장품에 마이크로비즈를 없앨 의도를 발표한 최초의 국가이다. 인프라 및 환경(Infrastructure and the Environment)장관인 맨스 벨트(Mansveld)는 네덜란드제 코스메티카 페레나이닝(Nederlandse Cosmetica Vereniging, 화장품 생산자 및 수입자를 위한 네덜란드 무역 단체, NCV) 회원들과 함께 일을 진행하는 것이 기쁘다고 하였다. 이들은 마이크로비즈 사용을 중단했거나 제품에서 마이크로비즈 제거를 위해 노력하고 있다. 2017년까지 80 %는 마이크로비즈가 없는 제품 라인으로의 전환을 완료해야 한다. NCV 회원 중에는 유니레버(Unilever), 로레알(L' Oréal), 콜게이트-팔모리브(Colgate-Palmolive), 헨켈(Henkel), 존슨앤존슨(Johnson & Johnson과) 같은 대규모 다국적 기업이 있다.

### 한국
한국은 2016년 NGO공동 성명서를 발표하며 환경 단체 그린피스의 마이크로비즈 금지 캠페인을 시작으로 마이크로비즈 없애기 캠페인을 펼쳤다. 식약처 미세 플라스틱 사용 금지에 관한 행정예고 발표와 강병원 의원이 미세플라스틱 금지 3법 발의를 하며 미세 플라스틱 없애기에 힘썼다. 그리고 2017년 2월 식약처에서 미세 플라스틱 규제 관련 개정안을 고시한다. 마이크로비즈가 빈번히 사용되는 제품군인 화장품과 치약 등 일부 의약외품에서 미세 플라스틱 금지 조처가 내려졌다. 2017년 7월부터 씻어내는 화장품과 일부 구강용품에서 마이크로비즈가 전면 금지되었다.

## 같이 보기
- 미세 플라스틱
- 플라스틱 레진펠릿 오염(영어판)
- 플라스틱 오염